# Cimalp
 (mai 2024).
L'article doit être relu — et modifié si nécessaire — par des contributeurs indépendants pour apporter un regard critique aux contributions effectuées en violation des conditions d'utilisation de Wikipédia, tant sur la forme (notamment concernant le style encyclopédique, la proportionnalité) que sur le fond (la neutralité de point de vue, la qualité et l'indépendance des sources).
(Politique pour les contributions rémunérées | Comprendre le dépubage | En discuter)
Cimalp est une marque française de vêtements et d’équipements techniques de montagne fondée en 1964,.

## Signification du nom
Cimalp tire son nom de la cime des Alpes et fait référence au Mont-Blanc.

## Histoire
En 1964, Paul Sailler, un alpiniste entrepreneur isérois, passionné d’alpinisme, crée la marque Cimalp, en concevant le premier pantalon d’alpinisme extensible en collaboration avec les tissages de Nemours. La marque a connu un succès notable dans les années 1970 avec son knickers en velours stretch, qui a accompagné des expéditions[source secondaire souhaitée].
Pendant les années 1980 et 1990, Cimalp décide de diversifier sa gamme avec des pantalons techniques dotés de technologies comme le coton Elasthanne et les renforts en Cordura[source secondaire souhaitée].
En 1991, Elle est reprise par Manufacture Drômoise de Confection (alors dirigée par Raymond Marsanne).
En 1996, Laurence de la Ferrière réalise un exploit en solitaire en Antarctique sous les couleurs de Cimalp.
Dans les années 2000, Cimalp commencent à développer de nouvelles technologies telles que la membrane Ultrashell en 2012[source secondaire souhaitée], dédiée à l'imperméabilité et la respirabilité des tissus techniques.
En 2004, Cimalp obtient un brevet pour la technologie 3D-Flex. Initialement dédiée aux pantalons de randonnée, la technologie est utilisée, 10 ans plus tard, dans une ligne de vêtements de trails compressifs[source secondaire souhaitée].
En 2008, Lionel Marsanne, fils de Raymond et ingénieur de formation, quitte son domaine d’activité pour prendre les rênes de l’entreprise. Sous sa direction, Cimalp se concentre sur le développement de l’e-commerce.
Début 2016, Cimalp lance sa première équipe Trail, composée de 12 traileurs. Elle soutient, notamment Marie Dorin-Habert (5 fois championne du monde de biathlon) et Muriel Hurtis (championne du monde du relais 4 × 100 mètres en 2003),.
En mars 2018, Cimalp lance des lunettes équipées de verres photochromiques permettant un assombrissement automatiquement et une adaptation rapide à la luminosité.
En mai 2018, Cimalp dévoile le prototype d’une veste d'alpinisme dotée de panneaux solaires, qui pourraient récupérer assez d'énergie pour chauffer le corps,.
En octobre 2018, Cimalp sort la gamme « Chamois », écologique, dédiée au fast hiking.
En novembre 2021, Cimalp lance « RainProtekt », une ligne de vêtements de vélo imperméables.
Début 2023, Cimalp annonce l’investissement de 10 millions d’euros dans la construction d'un ensemble immobilier de 8.000 m2, à Saint-Marcel-lès-Valence, dans la Drôme,. Celui-ci va abriter les bureaux, un magasin et une zone logistique.
En avril 2023, Cimalp dévoile « X-race », une paire de chaussures dédiée à la course à pied outdoor.

## Sponsoring et partenariats
En août 2022, Cimalp devient partenaire officiel du Tignes Trail, un événement d’épreuves de montagne. Un an plus tard, le partenariat est prolongé pour la 2ème édition,.
En janvier 2023, Cimalp devient sponsor de l’équipe de mushers, Coste RaceDog.

## Prix et distinctions
2015: French Outdoor Award